# Frederick Frost Blackman
Frederick Frost Blackman, född 25 juli 1866, död 30 januari 1947, var en brittisk botaniker.
Blackman var lärare i växtfysiologi vid Cambridge University fram till 1936. Han ägnade sig främst åt studier kring utforskandet av växternas gasutbyte i andning och kolsyreassimilation. Den av ljus oberoende delen av kolsyreassimilationen har senare benämnts "Blackmans reaktion". Studiet av assimilationens beroende av yttre faktorer ledde till utformandet av läran om begränsande faktorer. 
Bland Blackmans skrifter märks Experimenta researches on vegetable assimilation and respiration (1895), Optima and limiting factors (1905) samt Analytic studies in plant respiration (1927).